# Olim (raccolta di documenti)

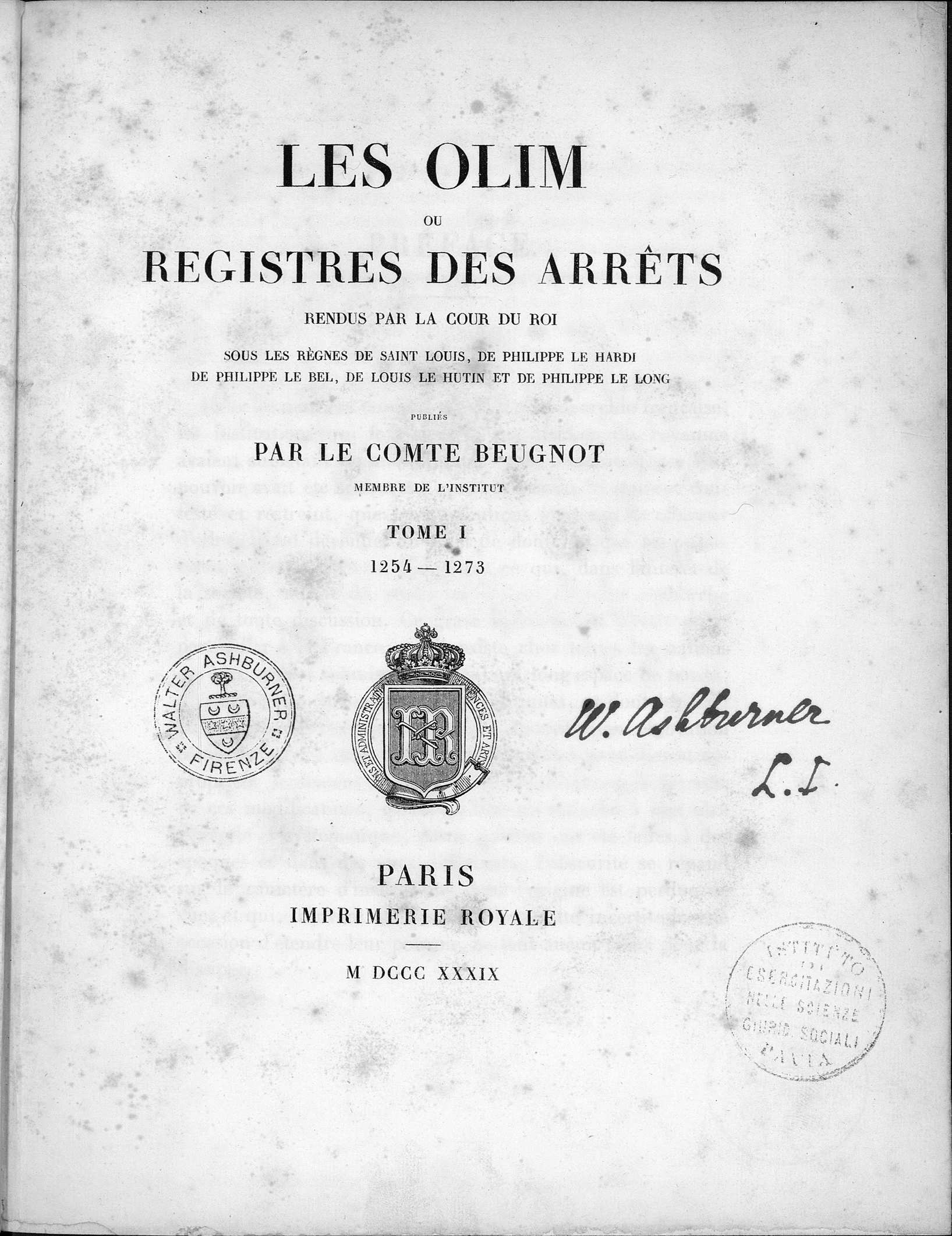
Les olim, tomo I, 1839

Sono chiamati Olim (dal latino olim "precedentemente") i primi quattro registri del Parlamento di Parigi. Essi riportano le decisioni prese dalla corte del re durante i regni di Luigi IX, Filippo III, Filippo IV il bello, Luigi X e Filippo V. 
I quattro registri sono conservati negli Archivi nazionali con le segnature X1 A 1 a 4. Il primo, identificato come X1 A 1, è un registro in due parti, tenuto da Jean de Montluçon: la prima parte è intitolata Inqueste; la seconda Arresta, judicia et concilia. Il secondo volume, identificato come X1 A 2, è un registro tenuto da Nicolas de Chartes. Il terzo, classificato X1 A 3, è un registro tenuto da Pierre de Bourges e intitolato Arresta. L'ultimo, classificato X1 A 4, è un registro tenuto da Pierre de Bourges e intitolato Inqueste et alii processus. 
Questi registri conservavano il testo o la sostanza delle sentenze emesse presso la corte del re dal 1254 al 1318 e delle sentenze pronunciate su inchieste durante lo stesso periodo. Forniscono lumi sullo sviluppo del potere regio e sul declino del feudalesimo francese nel XIII secolo. Furono editi e pubblicati in 4 volumi da Auguste-Arthur Beugnot tra il 1839 e il 1848. Il testo è principalmente in latino e francese. 
Si trova negli Olim la lettera sotto forma di manifesto che il re di Francia Filippo il Bello scrisse a Edoardo I, re d' Inghilterra, sulla sua assenza di comparizione al banno del re di Francia per (in particolare) il ducato d'Acquitania. Edoardo I fu dichiarato raggiunto e convinto del crimine e, come aveva fatto Filippo Augusto nei riguardi di Giovanni senza terra, tutti i possedimenti che Edoardo aveva in Francia furono confiscati; ma la difficoltà fu mettere in atto un tale provvedimento. 